# Nagyernye
Nagyernye (románul Ernei, németül Arn) falu Romániában Maros megyében, Nagyernye község központja.

## Fekvése
A falu a Maros bal partján Marosvásárhelytől 9 km-re északkeletre fekszik, az Ernye-patak Marosba való torkollásánál. A község a Marosvásárhely Metropoliszövezethez tartozik.

## Nevének eredete
Nevét az ér (vízfolyás) főnévből származtatják, mások szerint az Árpád-korban élt Ernyei családról kapta.

## Története
1332-ben Ernee néven említik először. Birtokosa Ernyei István 1303-ban az ország nádora volt. A falu nevezetessége, hogy egyszerre öt felekezetnek volt itt temploma, a szombatosok később Bözödre telepedtek át.
1602-ben a falunak híres vezére volt Ernyei Mósa Gergely.
1661. szeptember 14-én Ali pasa libáncsmezei táborában választották fejedelemmé I. Apafi Mihályt. 1910-ben 1615 lakosa volt, 1992-ben 1946 lakosából 1496 magyar, 342 cigány és 108 román volt. A trianoni békeszerződésig Maros-Torda vármegye Marosi felső járásához tartozott.

## Látnivalók
- Református temploma 1784 és 1788 között épült a régi templom helyére.
- Római katolikus temploma 1904-ben épült, a XIII. századból származó régi templom helyére.
- Unitárius (1729) és görögkatolikus (1931) temploma is van, ez utóbbi ma ortodox templom.
- A Bálintitt-kastély barokk eredetű, a 19. században átalakították.
- A faluban ezenkívül több nemesi udvarház is állott. Például: a báró kertje, mellette egy náddal körbevett tavacska.
- A polgármesteri hivatal előtt álló I. Apafi Mihály szobor.
- A Gomolyát nevű domb.
- A Marosvásárhelyi Rádió adótornya Marosszentgyörgy és Nagyernye között (46°35'36.7"N 24°38'00.1"E)

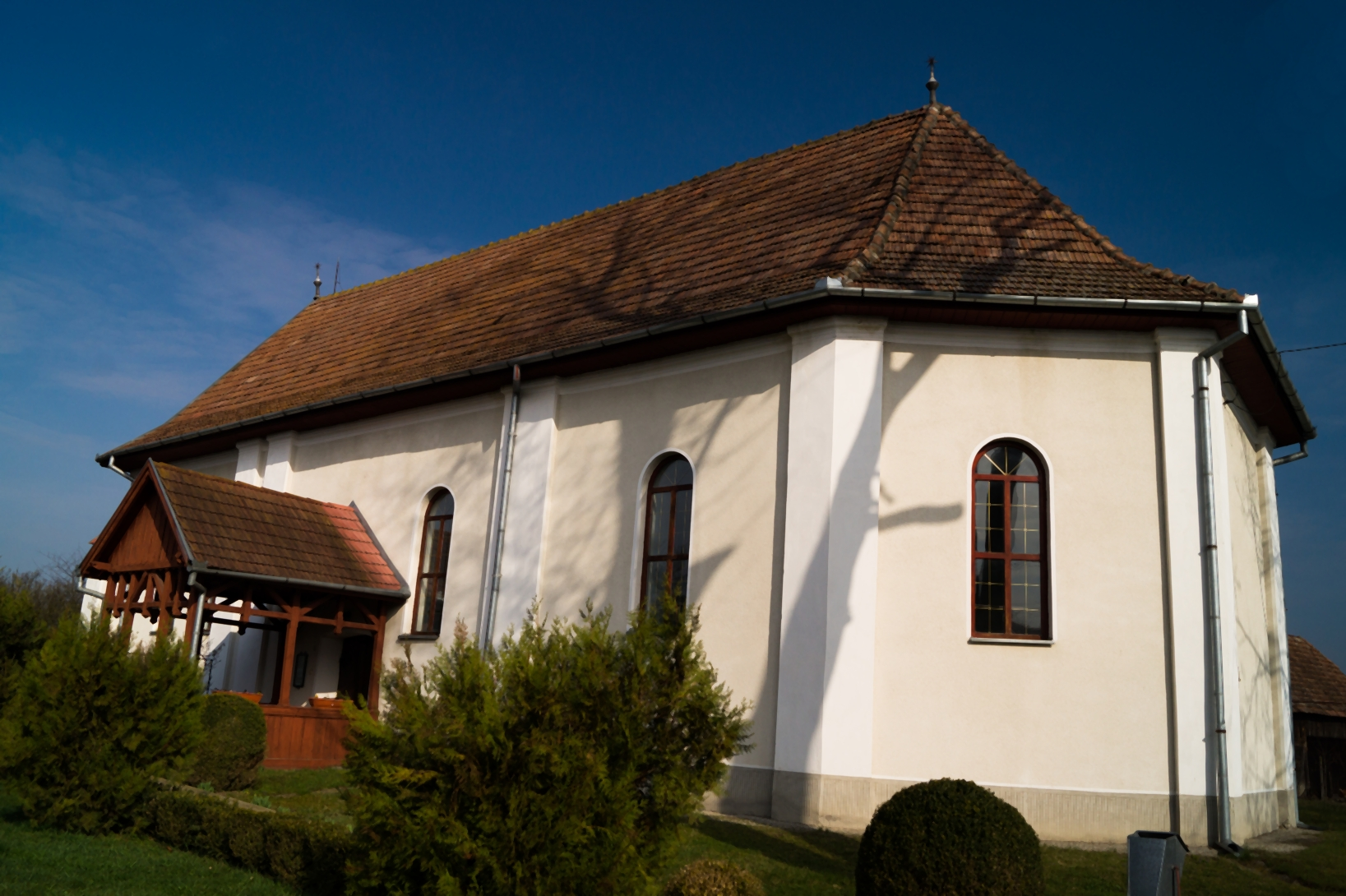
Református templom

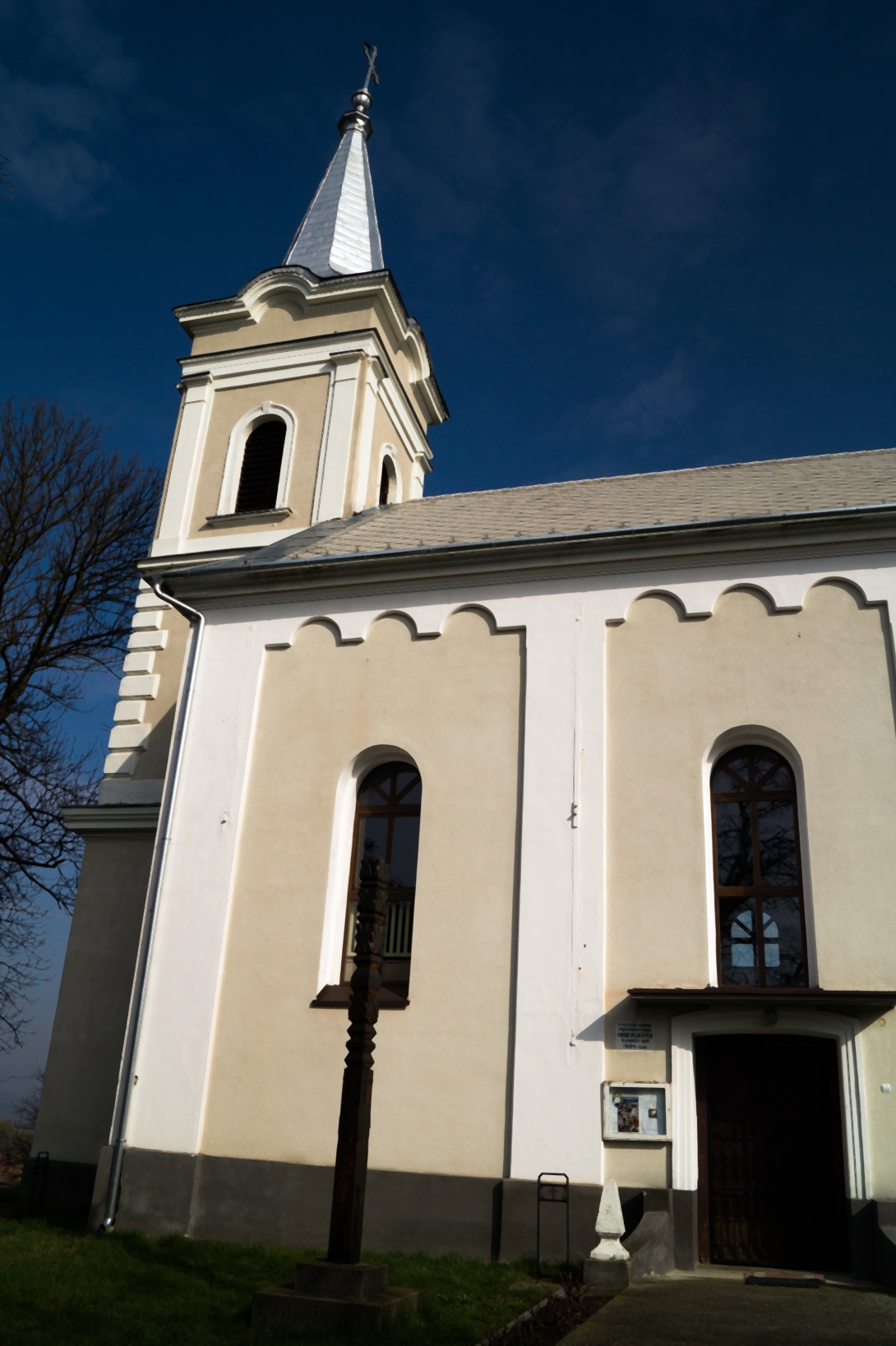
Katolikus templom

## Híres emberek
- Itt született Szenner József(1881–1948), jogász, lapszerkesztő, író, politikus.
- Innen származott Kelemen Lajos (1877–1963) történelemtudós családja.
- Itt született Jeney Imre(1908–1996) filmrendező, film forgatókönyvíró.
- Itt született Nagy Olga (1921–2006) néprajzkutató.
- Itt élt és dolgozott hosszú ideig Fülöp Alajos (1831–1902) plébános, író.
- Itt született és élt tövisi báró Bálintitt József (1851–1922) költő, műfordító.
- Itt született 1933-ban Nagy Lajos orvos, közíró.

## Testvértelepülések
- Szentbalázs, Magyarország, Somogy vármegye